# Francis J. Parater
Francis Joseph Parater (10. října 1897, Richmond – 7. února 1920, Řím) byl římskokatolický seminarista diecéze Richmond. Dnes u něj probíhá proces svatořečení, tím mu náleží titul služebník Boží.

## Život
Narodil se 10. října 1897 v Richmondu jako syn kapitána Francise J. Paratera, Sr. a jeho druhé manželky Mary Richmond. Při dospívání sloužil jako ministrant a navštěvoval Xaverian Brothers' School (poté známá jako Saint Patrick's School) a poté Benedictine High School (později známá jako Benedictine College Preparatory). Roku 1917 získal titul valedictorian. Byl aktivní ve skautingu a to ve skupině Eagle Scout.
Po střední škole se rozhodl stát se knězem, a roku 1917 vstoupil do Belmont Abbey Seminary. Roku 1919 ho biskup Denis J. O'Connell poslal na studium teologie na Severoamerickou papežskou kolej v Římě.
V lednu 1920 onemocněl revmatickými horečkami. Zemřel 7. února 1920 na následky nemoci. Pohřben byl v mauzoleu Severoamerické papežské koleje na římském hřbitově Campo Verano.

## Proces svatořečení
Dne 8. května 2001 byl vydán nihil obstat (povolení zahájení procesu). Dne 24. března 2002 ustanovil biskup Walter Francis Sullivan komisi. Postulátorem kauzy byl zvolen otec J. Scott Duarte.